# Пибоди, Дик
Ричард Пибоди (6 апреля 1925 — 27 декабря 1999) — американский актёр, наиболее известный ролью рядового ростом шесть футов шесть дюймов Литтлджона в сериале 1960-х Combat! . Пибоди работал на телевидении, в кино, на радио и в печати. Он был высоким и изображал себя злодеем Дикого Запада.

## Биография
Пибоди был ветераном военно-морского флота Второй мировой войны и рано начал свою карьеру в области коммерческого радиовещания.
Он вёл новостную передачу на телевидении, вёл ток-шоу на радио, писал рекламные ролики, а в последующие годы вёл еженедельную колонку Peabody’s Place для Mountain Democrat в Плейсервилле, Калифорния.
Он снимался в фильмах "Поддержите своего шерифа! " и «Хорошие парни и плохие парни» в 1969 году; оба фильма были сняты Бертом Кеннеди, работавшим над Combat!. Он также появился в фильме «Ваши деньги или ваша жена» в 1972 году.
Его главная заслуга на телевидении — все пять сезонов Combat!. Он также был занят в различных эпизодах сериалов Дымок из ствола, Бонанза и Daniel Boone.

## Личная жизнь
Его жена Тина, бывшая модель, написала песню «Young Sarge», которую Дик Пибоди записал в 1965 году.
Он умер от рака простаты в возрасте 74 лет.

## Фильмография
| Год     | Заголовок                    | Роль         |
| ------- | ---------------------------- | ------------ |
| 1969 г. | Золото Маккенны              | Авила        |
| 1969 г. | Поддержите своего шерифа!    | Люк Дэнби    |
| 1969 г. | Хорошие парни и плохие парни | Бойл         |
| 1970 г. | Самогонная война             | Бойд Касвелл |